# De Moderate
 Der er for få eller ingen kildehenvisninger i denne artikel, hvilket er et problem. Du kan hjælpe ved at angive troværdige kilder til de påstande, som fremføres i artiklen.

 Ikke at forveksle med Moderate Venstre.
I 1970'erne dannede forfatteren Hans Jørgen Lembourn partiet De Moderate. H.J. Lembourn, der havde været konservativ folketingsmand siden 1964, repræsenterede sit nye parti i Folketinget frem til valget i 1977.
I 2019 blev De Moderate genoprettet af Allan Hangaard, men partiets virksomhed ophørte igen i 2021 efter et møde med personer fra Moderaterne, Lars Løkke Rasmussens nye parti.
Betegnelsen De Moderate blev også tidligere benyttet af Det Moderate Venstre i en periode på ca. 35 år fra 1880'erne og til 1910'erne.

## Fiktion
I TV-serien Borgen forekommer et fiktivt parti med samme navn.